# David Walters
David (Dave) Walters (Newport News (Virginia), 27 september 1987) is een voormalige Amerikaanse zwemmer die gespecialiseerd was in de 100, 200 en 400 meter vrije slag. Hij vertegenwoordigde zijn vaderland op de Olympische Zomerspelen 2008 in Peking. In 2012 kondigde hij zijn afscheid van de zwemsport aan.

## Carrière
Bij zijn internationale debuut, op de Wereldkampioenschappen zwemmen 2007 in Melbourne, zwom Walters samen met Peter Vanderkaay, Jayme Cramer en Neil Walker in de series van de 4x200 meter vrije slag. In de finale veroverde Vanderkaay samen met Michael Phelps, Ryan Lochte en Klete Keller de wereldtitel, voor zijn inspanningen in de series ontving Walters de gouden medaille.
Tijdens de Amerikaanse Olympische Trials in Omaha (Nebraska) eindigde de Amerikaan als vijfde op de 200 meter vrije slag, door deze prestatie kwalificeerde hij zich voor de Spelen op de 4x200 meter vrije slag estafette. In Peking vormde hij samen met Ricky Berens, Erik Vendt en Klete Keller een team in de series van de 4x200 meter vrije slag, in de finale sleepte Berens samen met Michael Phelps, Ryan Lochte en Peter Vanderkaay de gouden medaille in de wacht. Voor zijn inspanningen in de series werd Walters beloond met de gouden medaille.

### 2009-2012
Op de Amerikaanse nationale kampioenschappen en trials voor de wereldkampioenschappen zwemmen 2009 werd Walters na een sterke race tweede op de 200 meter vrije slag na Michael Phelps en plaatste zich zo voor de WK. Hij hield onder meer Ryan Lochte en collega Longhorn Ricky Berens achter zich. Walters plaatste zich twee dagen later ook voor de 100 meter vrije slag op de WK. Met een nieuw persoonlijk record zwom hij zich naar de tweede plaats bij de selectiewedstrijden na Nathan Adrian. Hij bleef daarmee verrassend voor collega Longhorn en voormalig Amerikaans recordhouder Garrett Weber-Gale.
Net voor die wereldkampioenschappen werd Walters ziek, hij raakte ternauwernood fit om te starten maar liet de 4x100 meter vrije slag estafette aan zich voorbijgaan. Op de individuele 200 meter vrije slag raakte hij niet verder dan de halve finales. Zijn tijd van 1.46,61 was ook ruim boven zijn persoonlijk record.
Op de 100 meter verging het Walters beduidend beter, hij plaatste zich als eerste voor de halve finales en zwom met 47,59 een nieuw persoonlijk record. In de halve finales was Walters goed voor 47,92 en plaatste hij zich als zesde voor de finale. Daarin zwom Walters naar de vijfde plaats en zette hij een nieuw Amerikaans record op de klok. Met zijn 47,33 zwom hij de tijd van Michael Phelps uit de Amerikaanse recordboeken.
Tijdens de wereldkampioenschappen kortebaanzwemmen 2010 in Dubai zwom de Amerikaan samen met Garrett Weber-Gale, Charlie Houchin en Ricky Berens in de series van de 4x200 meter vrije slag, in de finale sleepten Weber-Gale en Berens samen met Peter Vanderkaay en Ryan Lochte de zilveren medaille in de wacht. Op de 4x100 meter vrije slag vormde hij samen met Garrett-Weber Gale, Ricky Berens en Nathan Adrian een team in de series, in de finale eindigden Weber-Gale, Berens en Adrian samen met Ryan Lochte op de vierde plaats.
Op de wereldkampioenschappen zwemmen 2011 in Shanghai zwom Walters samen met Conor Dwyer, Ricky Berens en Peter Vanderkaay in de series van de 4x200 meter vrije slag, in de finale veroverden Berens en Vanderkaay samen met Michael Phelps en Ryan Lochte de wereldtitel. Op de 4x100 meter vrije slag vormde hij samen met Garrett Weber-Gale, Ryan Lochte en Douglas Robison een team in de series, in de finale legde Weber-Gale samen met Michael Phelps, Jason Lezak en Nathan Adrian beslag op de bronzen medaille. Voor zijn aandeel in beide estafettes ontving Walters een gouden en een bronzen medaille.
Na zijn tijd aan de Universiteit van Texas verhuisde Walters net als trainingspartner Ricky Berens naar Californië om daar bij de Trojan Swim Club van Dave Salo te trainen. In de aanloop naar de kwalificatiewedstrijden voor de Olympische Zomerspelen 2012 brak Walters zijn pols. Hij raakte nog wel tijdig hersteld om deel te nemen aan de trials maar kon zich op geen enkele afstand plaatsen voor de Olympische Spelen. Hij kondigde daarna zijn afscheid aan de zwemsport aan. "Ik ben klaar om verder te gaan met mijn leven, om een nieuwe carrière te beginnen", aldus Walters.

## Internationale toernooien
| Jaar | Olympische Spelen                                | WK langebaan                                                                                        | WK kortebaan                                                                                           | PanPacs       |
| ---- | ------------------------------------------------ | --------------------------------------------------------------------------------------------------- | --- | ------------- |
| 2007 |                                                  | 4x200m vrije slag · Walters zwom enkel de series                                                    | |               |
| 2008 | 4x200m vrije slag · Walters zwom enkel de series | | geen deelname                                                                                          |               |
| 2009 |                                                  | 5e 100m vrije slag · 12e 200m vrije slag · 4x200m vrije slag · 4x100m wisselslag                    | |               |
| 2010 |                                                  | | 4e 4x100m vrije slag · Walters zwom enkel de series · 4x200m vrije slag · Walters zwom enkel de series | geen deelname |
| 2011 |                                                  | 4x100m vrije slag · Walters zwom enkel de series · 4x200m vrije slag · Walters zwom enkel de series | |               |

## Persoonlijke records
(bijgewerkt t.e.m. 16 december 2010)

### Kortebaan
| Afstand         | Tijd    | Datum            | Plaats |
| --------------- | ------- | ---------------- | ------ |
| 200m vrije slag | 1.44,70 | 16 december 2010 | Dubai  |

### Langebaan
| Afstand         | Tijd    | Datum           | Plaats       |
| --------------- | ------- | --------------- | ------------ |
| 100m vrije slag | 47,33   | 29 juli 2009    | Rome         |
| 200m vrije slag | 1.44,95 | 8 juli 2009     | Indianapolis |
| 400m vrije slag | 3.54,46 | 1 augustus 2006 | Irvine       |

## Wereldrecords
| Afstand                                                  | Tijd    | Datum           | Plaats |
| -------------------------------------------------------- | ------- | --------------- | ------ |
| 4x100m wisselslag met A. Peirsol, E. Shanteau, M. Phelps | 3.27,28 | 2 augustus 2009 | Rome   |
| 4x200m vrije slag met M. Phelps, R. Berens, R. Lochte    | 6.58,55 | 31 juli 2009    | Rome   |